# San Pedro Norte
San Pedro Norte är en ort i Mexiko.   Den ligger i kommunen Comonfort och delstaten Guanajuato, i den centrala delen av landet, 230 km nordväst om huvudstaden Mexico City. San Pedro Norte ligger 1 823 meter över havet och antalet invånare är 444.
Terrängen runt San Pedro Norte är kuperad norrut, men söderut är den platt. Runt San Pedro Norte är det ganska tätbefolkat, med 134 invånare per kvadratkilometer. Närmaste större samhälle är San Miguel de Allende, 16,2 km norr om San Pedro Norte. I omgivningarna runt San Pedro Norte växer huvudsakligen savannskog.